# Pero Martines
Pero Martines o Pere Martines (? - Ciutat de Mallorca, 1463). religiós dominic, polític i escriptor en català del segle xv. El seu origen és incert; el seu nom i cognom el farien originari d'Aragó, mentre que la seva llengua, activitat pública i obra suggereixen més aviat que era català. Les circumstàncies de l'elaboració de part de la seva producció literària el converteixen en un dels poetes més emotius i personals de la literatura catalana medieval.
Era un actiu partidari del Príncep de Viana i posteriorment, durant la Guerra civil catalana, estigué al servei d'Enric IV de Castella; El 1463 Joan de Beaumont, el nomenà propòsit de Mallorca, on es va dirigir per a rellevar el partidari de Joan II d'Aragó, pel camí, la seva nau fou presa i ell tancat a la l'illa. Per ordre de Joan II fou condemnat a mort i executat amb un elm de ferro roent al cap i llançat amb una pedra al coll a les aigües del port de la ciutat. Mentre esperava la seva execució escrigué una bona part de la seva obra literària conservada.

## Obra literària
Cap al 1453 va escriure Laors de la creu destinat a un certamen poètic en suport d'una croada contra el turc; el 1460 escrigué Lletra de frare Pero Martines a l'il·lustre don Karles, primogènit d'Aragó, quan fou detengut per lo senyor Rei, son pare, e portat en lo castell de Morella, la qual fo feta en Barchinona, un any més tard escrigué unes cobles sobre el setge de Fraga per part de les tropes catalanes i la fugida de Diego de Guzmán.
La resta de la seva obra fou elaborada a la presó estant, el tractat en prosa Mirall dels divinals assots, dedicat a Joana Berenguer, esposa de Vidal de Blanes i de Castellar d'Oris, lloctinent general del regne de Mallorca al qual correspondria posar en pràctica la seva execució. En aquest tractat va deixant caure referències a la seva vida, al penediment de les seves males obres i el desig d'esmenar-les. Aquest matrimoni tingué Francesc Berenguer de Blanes, també lloctinent general del regne de Mallorca.
També escriví alguns poemes religiosos però amb una forta càrrega personal: Contemplació com Jesucrist portava la creu al coll i Com despullaren Jesús i, estirant-li lo cos, lo clavaren a la creu, en els quals la passió de Jesucrist, suggereix la seva pròpia execució; Laors e invocació al pare meu sent Domingo, en el qual fa contrició de les seves errors i pecats i s'acomiada del món; Obra molt devota per la singular verge sancta Catarina, en què s'hi esmuny un bri d'esperança per la seva sort; Obra devota de la creu, també adreçada a Joana Berenguer, on hi relata la seva situació personal; Lloança de la Verge Maria, en el qual les esperances de sortir del mal pas han minvat i; Invocació a sent Tomàs d'Aquino, poesia farcita, amb versos llatins i catalans alterns, en què tot protestant de la seva situació, ja es veu perdut.